# Algorta (Uruguay)
Algorta es una localidad uruguaya del departamento de Río Negro.

## Geografía
La localidad se encuentra situada al norte del departamento de Río Negro, próximo al límite con el departamento de Paysandú, sobre la cuchilla de Haedo y próximo a las nacientes de los arroyos Negro y Don Esteban Chico. Se ubica además sobre el empalme de los ramales de las líneas férreas  Fray Bentos - Paso de los Toros y Salto - Paso de los Toros, y sobre la ruta nacional 25.
Aproximadamente 140 km por carretera la separan de la capital departamental Fray Bentos  y la ciudad más próxima es Guichón, 23 km al noreste en el departamento de Paysandú.

## Historia
La localidad se fundó en 1885 como consecuencia de la llegada del ferrocarril. Su nombre proviene del dueño de los campos donde se construyó la estación de trenes quién fue Carlos Algorta y que donó esos terrenos para tal efecto. Entre sus primeros pobladores se destacan 
Sebastián Piñeiro Farinha, el italiano Aquiles Tonarelli (dueño de un comercio local, que lo fundó en 1888), Beloqui, Zanoniani y Heguito.
La localidad fue oficialmente elevada a la categoría de pueblo por Ley 8.448 de 24 de julio de 1929.

## Población
Según el censo del año 2011 la localidad contaba con una población de 779 habitantes.
| 695           | 570 | 548 | 705 | 804 | 779 |
| (Fuente: INE) |     |     |     |     |     |

## Economía
Algorta se encuentra en una zona forestal lo que ha generado la instalación del complejo agroindustrial Aguia de capitales brasileños y del Aserradero Algorta, principales fuentes laborales de la zona y que llevan a que la localidad tenga una desocupación prácticamente cero.